# Inner City Records (jazz)
Inner City Records is een Amerikaans platenlabel voor jazz. Het werd in 1976 opgericht door Irv Kratka (eigenaar van Music Minus One) en Eric Kriss, een onafhankelijke producer. Het label is gevestigd in Elmsford, New York.
Artiesten die op Inner City Records uitkwamen zijn onder meer Chet Baker, Abbey Lincoln, Eddie Jefferson, Clifford Brown, Paul Bley, Phil Woods, Lee Konitz, Louie Bellson, Django Reinhardt, Anthony Braxton, Art Ensemble of Chicago, Sun Ra, Oliver nelson,  Terumasa Hino, Jeff Lorber, Elmo Hope, Cam Newton en Ann Burton.